# Полирование
Полирова́ние является отделочной операцией обработки металлических, стеклянных, деревянных, пластиковых, тканых и других поверхностей. Суть полирования — снятие тончайших слоёв обрабатываемого материала механическими, химическими, электролитическими или методами ионного облучения, придание поверхности малой шероховатости и зеркального блеска. Альтернативой полированию является выглаживание.

## Виды полирования

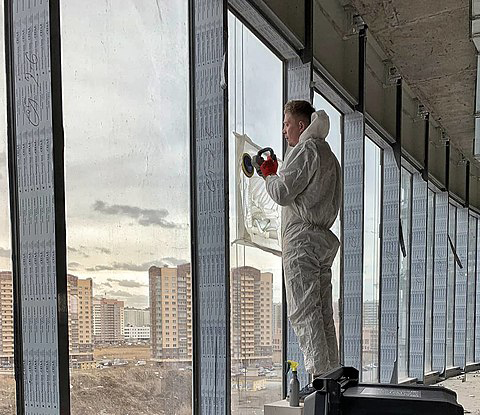
Процесс полировки стеклопакета от царапин

- Ручное полирование (в единичном производстве и при ремонтных работах).
- Ручное полирование с применением полировальных кругов (мелкосерийное и единичное производство).
- Машинное полирование (серийное и крупносерийное производства, полирование точное и уникальное).
- Гидроабразивное полирование (крупносерийное и массовое производство).
- Магнитно-абразивное полирование (мелкосерийное и серийное производство).
- Ультразвуковое полирование (среднесерийное производство, полирование твёрдых сплавов).
- Электролитическое полирование (массовое производство).
- Химико-механическое полирование (обработка твёрдых сплавов на кобальтовой связке).
- Ионно-плазменное полирование (в единичном производстве).
- Электролитно-плазменное полирование (обработка электропроводных металлов в среде электролитной плазмы).

## Станки и инструменты для полирования
Для механического машинного полирования применяются:

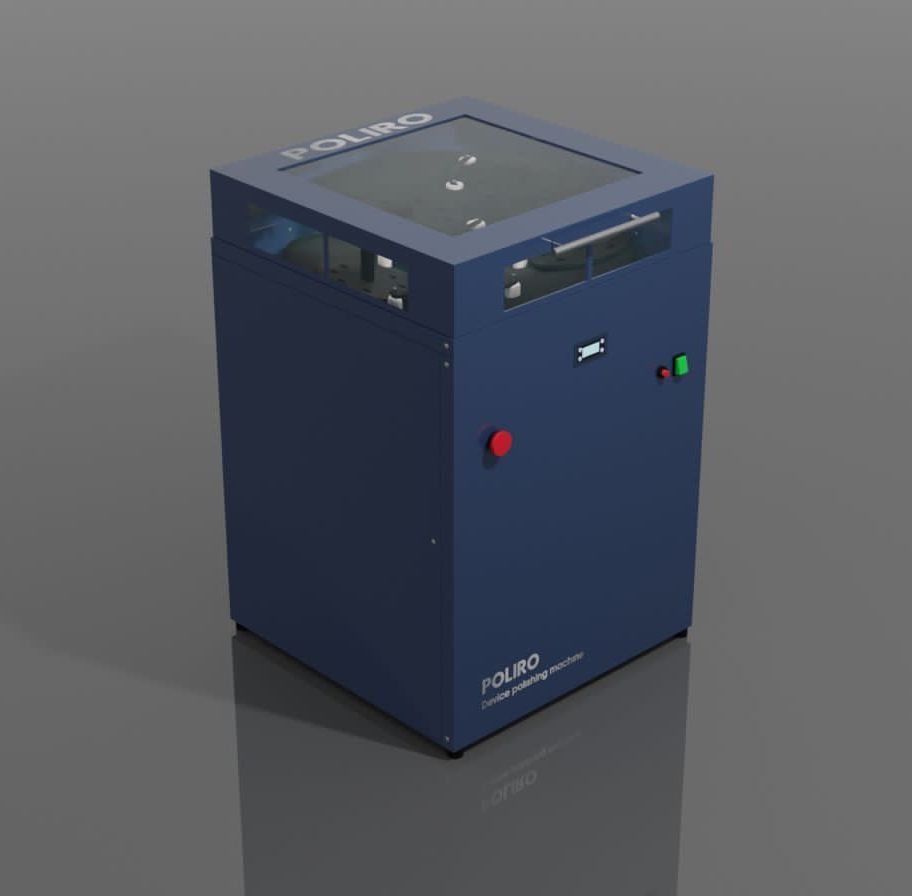
Станок для полировки стекла смарт-часов, смартфонов. Удаление царапин на iPhone, Apple Watch, Samsung с восстановлением олеофобного эффекта за 15 минут

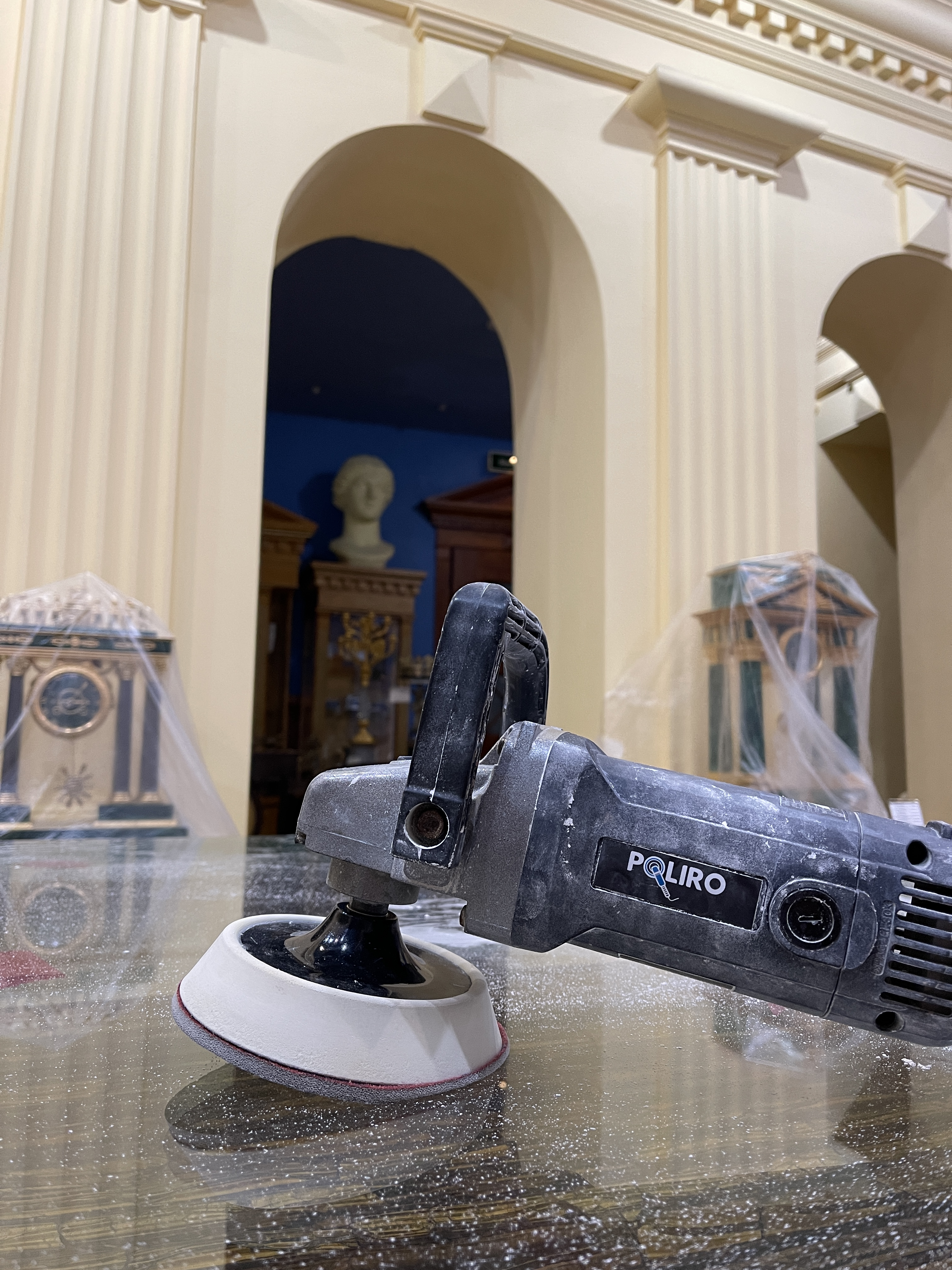
Шлифовка и полировка стекла. Удаление царапин на стекле

- Бормашина с гибким шлангом с цанговым зажимом.
- Шлифовальные машины.
- Электроточило.
- Станок для полировки смартфонов, смарт-часов.

Такие машины имеют регулятор, позволяющий в значительных пределах изменять частоту вращения полировальных кругов, лент и щёток. В качестве полировальных кругов используют войлочные диски, диски из хлопчатобумажных тканей, шерсти, кожи и т. д. Для механического полирования применяют также щётки, изготовленные из латуни, щетины и других материалов.
Для полирования вручную используют полировальные палочки и деревянные бруски, на которые наносят полировальные пасты из оксидов хрома или железа. На ровных металлических плоскостях блеска можно достичь при помощи полировального напильника — бруска, обтянутого мягкой кожей, на которую наносят полировальные пасты.

## Абразивные материалы для полирования
Для проведения полирования применяются специальные тонкие абразивные материалы вместе с вспомогательными веществами (олеин, церезин и др.) называемые полировальными составами или пастами. В обиходе люди часто встречают такие пасты, как ГОИ и др. Для полирования применяют как природные, так и синтетические вещества и их главной особенностью являются чрезвычайно малые размеры абразивного зерна (от 0,05 до 50 мк). Вот наиболее употребляемые абразивные материалы для полирования:

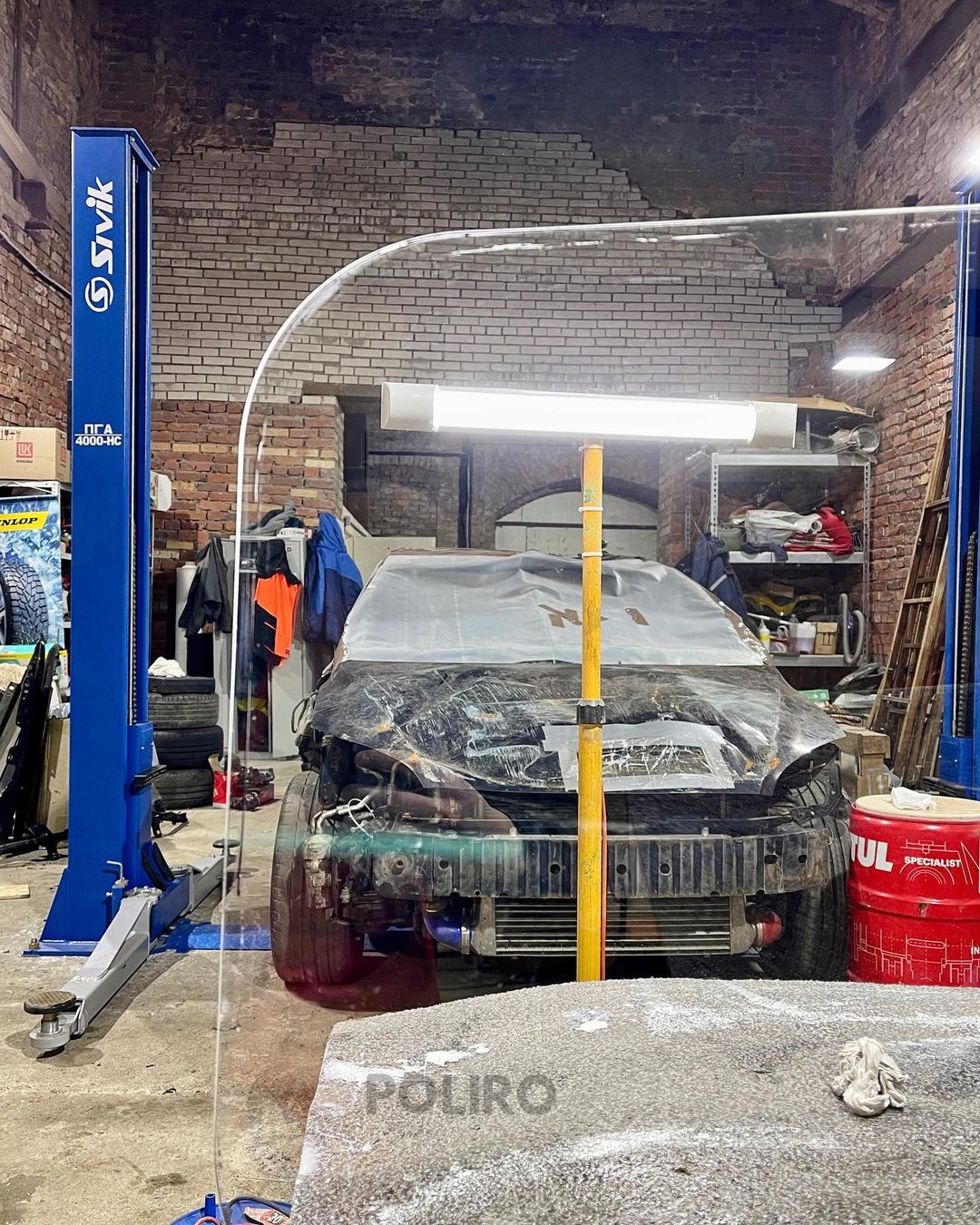
Шлифовка и полировка стекол морского буксира

- Алмаз (скоростное полирование, полирование твёрдых материалов).
- Карбид кремния (титан).
- Карбид титана (полирование сталей и медных сплавов).
- Карбид циркония (полирование нержавеющих и специальных жаропрочных сплавов).
- Борид гафния (изредка при полировании твёрдых сплавов).
- Нитрид титана (различные материалы).
- Корунд (металлы и стекло (редко)).

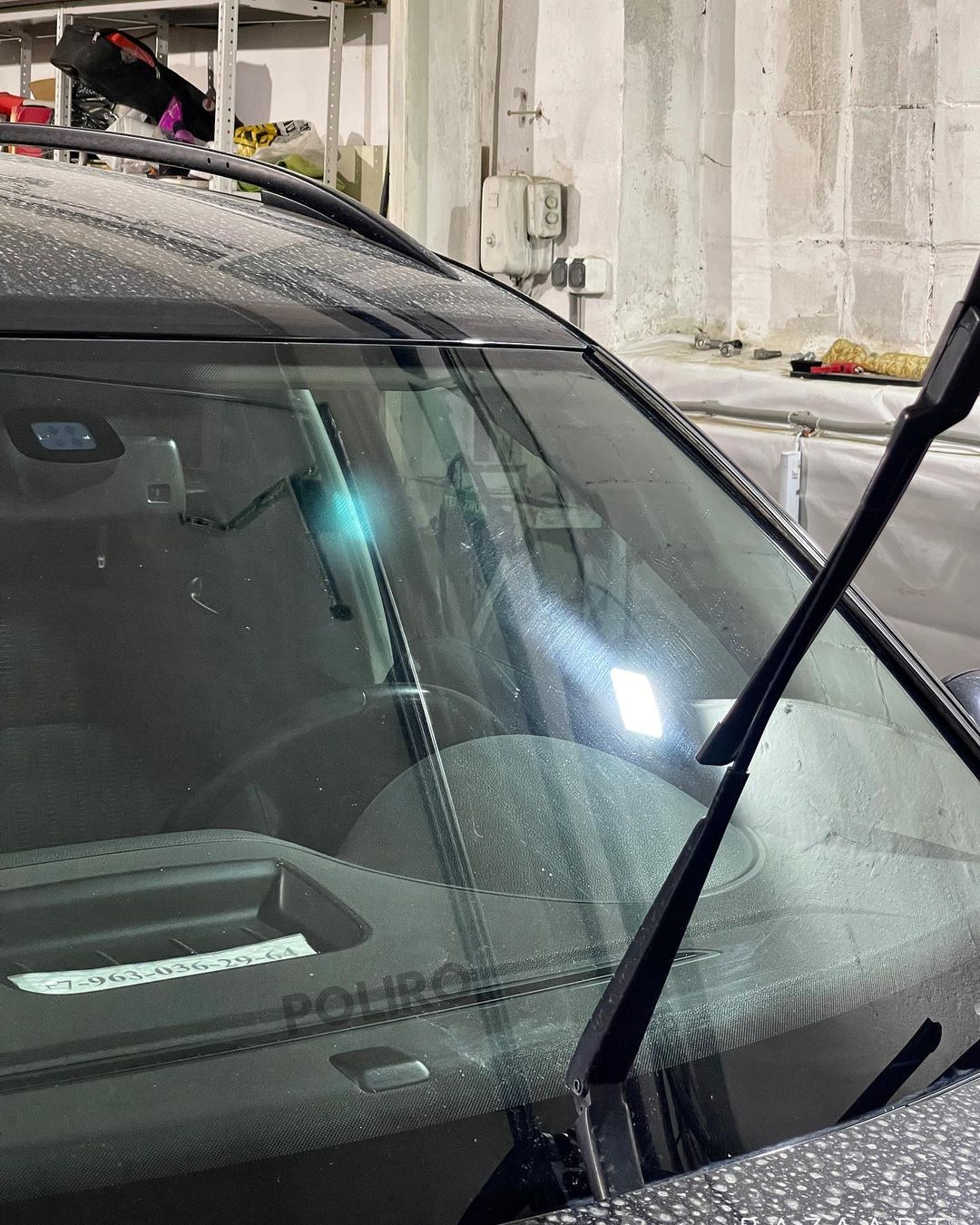
Полировка лобового стекла. Удаление затертостей и царапин от дворников

- Полировка лобового стекла. Удаление затертостей и царапин от дворниковОксид хрома (Cr2O3) — порошок зелёного цвета, выпускается трёх марок: ОХМ-1 (металлургическая), ОХП-1 (пигментная) и ОХЧ-1 (часовая) с содержанием чистого продукта в пересчёте на не менее 98 … 99 % и влаги не более 0,15 %. Применяется при обработке цветных и чёрных металлов (пасты ГОИ).
- Окись церия (полирование зеркальных и оптических стёкол).
- Диоксид титана (полирование цветных металлов и стекла).
- Мел (полирование цветных металлов).
- Крокус (бронза, латунь, медь, серебро, золотые сплавы).
- Сурик (медные сплавы, мягкие стали).
- Диоксид олова (ювелирные изделия).
- Полирит — порошок коричневого цвета, содержит до 97 % окислов редкоземельных элементов (в том числе до 45 % окиси церия). Применяется для полировки стекла и полупроводниковых материалов.
- Аэросил представляет собой чистую двуокись кремния, рыхлый голубовато-белый порошок. Молекулярная масса 60,08. Выпускался в виде трёх марок: А-175, А-300 и А-380, в которых средний размер частиц соответственно равен: от 10 до 40 нм, от 5 до 20 нм и от 5 до 15 нм.

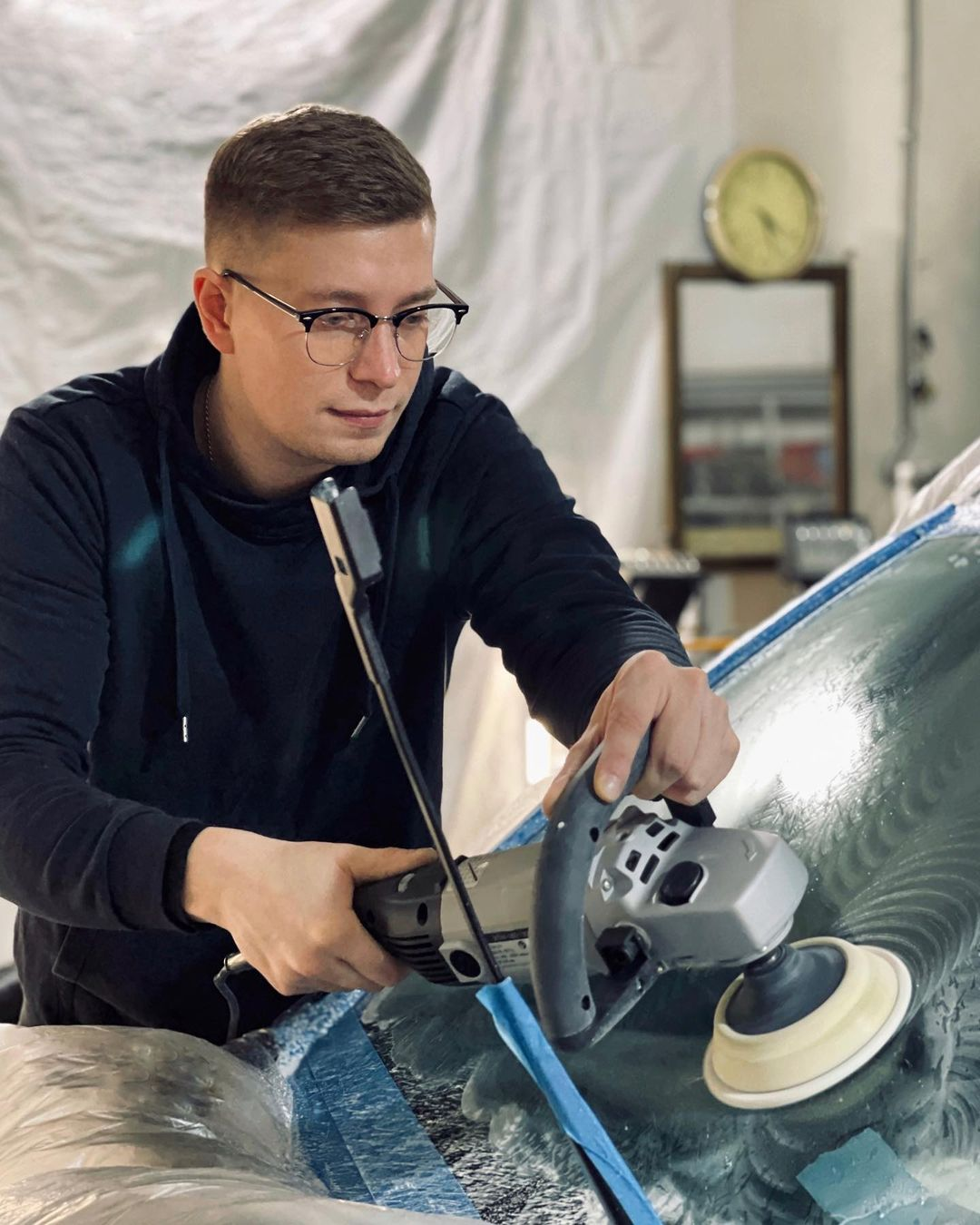
Процесс полировки лобового стекла. Восстановление 100 % прозрачности без замены и эффекта линзы

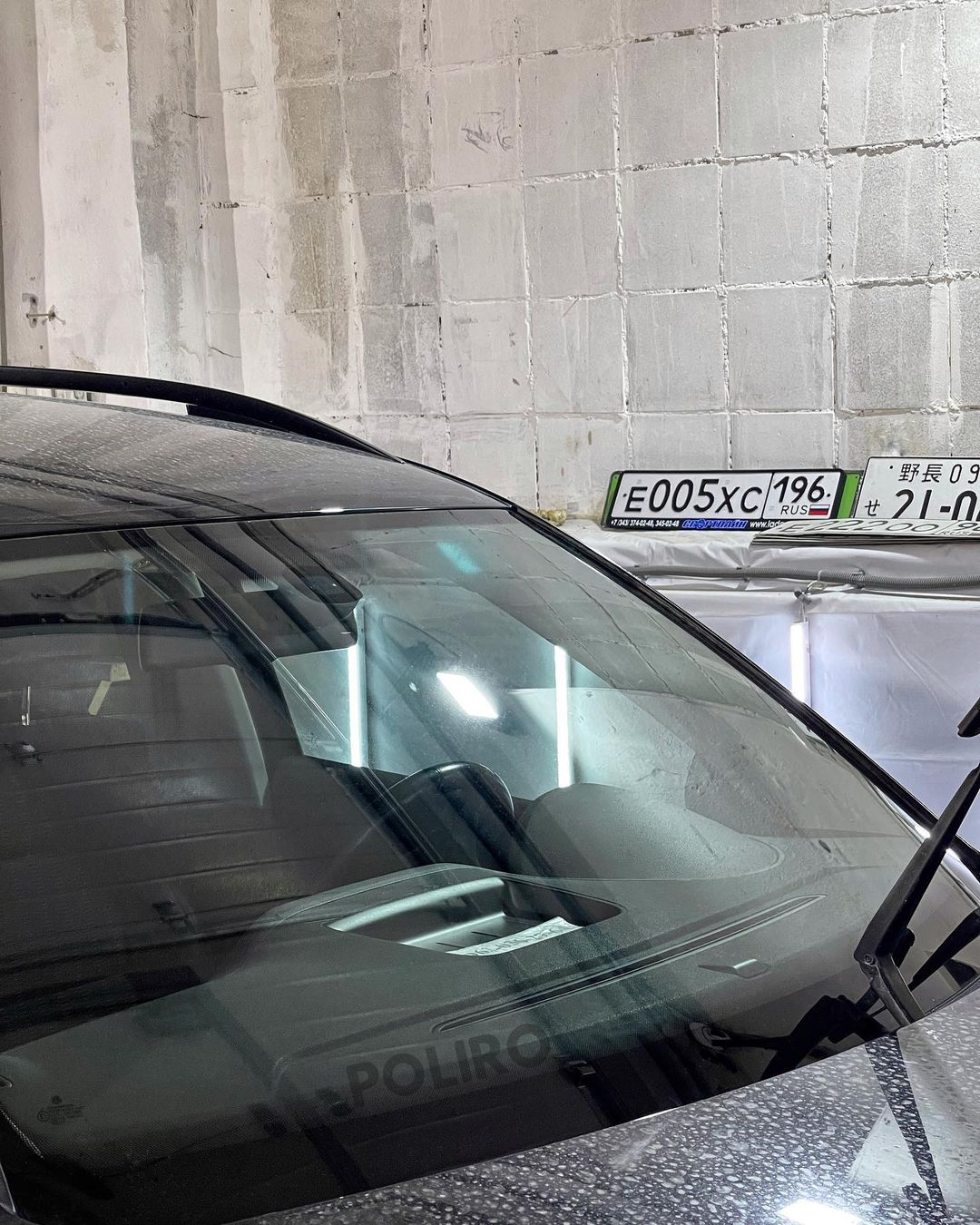
Полировка лобового стекла. Результат. Безопасное вождение

- Процесс полировки лобового стекла. Восстановление 100 % прозрачности без замены и эффекта линзыПолировка лобового стекла. Результат. Безопасное вождениеПолировальный порошок «Элплаз» применялся для финишной полировки полупроводниковых пластин и выпускался трёх марок: А (для высокоскоростной обработки кремниевых пластин), Б (для обработки кремниевых пластин на полировальнике из электростатической замши) и В (для обработки полупроводниковых соединений типа AIIIBV и AIIBVI).

| Показатели                                                | Марка порошка | Марка порошка | Марка порошка |
| --------------------------------------------------------- | ------------- | ------------- | ------------- |
| Показатели                                                | А             | Б             | В             |
| Удельный съём при полировке, мкм/ч                        | 3             | 2             | 1             |
| Содержание связанного хлора, мас. %                       | 0,2           | 0,4           | 0,6           |
| Содержание высокотемпературных форм, %                    | 75            | 40..75        | 15...40       |
| Содержание рабочей фракции крепостью 0,05 ... 0,03 мкм, % | 75            | -             | -             |
| Содержание микропримесей, %                               |               |               |               |
| железа                                                    | 1·10-2        | 4·10-1        | 4·10-1        |
| титана                                                    | 1·10-2        | 1·10-1        | 4·10-1        |
| никеля                                                    | 1·10-2        | 1·10-1        | 1·10-1        |
| хрома                                                     | 1·10-2        | 1·10-1        | 1·10-1        |

Вспомогательные вещества при проведении полирования выполняют следующие функции:
- Удержание режущих зёрен (в основном адгезионное (прилипание)).
- Охлаждение.
- Химическое разрушение обрабатываемого материала (снятие окисных плёнок).
- Физическое ускорение разрушения (эффект Ребиндера).

Чаще всего вспомогательными веществами являются:
- Олеиновая кислота (в составе паст).
- Церезин (в составе паст).
- Стеарин (в составе паст).
- Масла́ (в составе паст).
- Вода (гидроабразивное полирование).
- Минеральные кислоты и соли в виде электролитов (электролитическое полирование).
- Керосин (гидроабразивное полирование).
- Соли тяжёлых металлов при химико-механической обработке (сульфат меди, нитрат меди или нитрат серебра).